# 大卫·克罗斯
大卫·克罗斯（英語：David Cross，1964年4月4日—）是一位美国单口喜剧演员、导演和作家。